# Terence Ranger
Terence Ranger (South Norwood, 29 november 1929 - Oxford, 3 januari 2015) was een Britse geograaf, historicus en antropoloog die bekend werd door zijn werk op het gebied van de geschiedenis van de kolonisatie in Afrika en de geschiedenis van de mensenrechten in Zimbabwe. Als geograaf heeft Ranger onderzoek gedaan naar de manier waarop de geografie van een gebied de ontwikkeling van de cultuur en de politiek van een land beïnvloedt.

## Biografie
Ranger begon zijn academische carrière als geograaf aan de Universiteit van Oxford.  Hij promoveerde op een studie naar Ierland in de 17e eeuw. In 1957 vestigde hij zich in het toenmalige Rhodesië, nu Zimbabwe. Hierdoor ontwikkelde hij zich als een expert in de geschiedenis van de kolonisatie en de ontwikkeling van de cultuur in deze regio. Hij ontwikkelde ideeën die de regering niet welgevallig waren. In 1963 werd hij door de autoriteiten het land uitgezet in verband met zijn betrokkenheid bij de nationalistische beweging en zijn verzet tegen het systeem van rassenscheiding. 
In de jaren 1960 en 1970 publiceerde hij verschillende boeken en artikelen over deze onderwerpen, waaronder "Revolt in Southern Rhodesia 1896-1897" (1967) en "Peasant Consciousness and Guerrilla War in Zimbabwe: A Comparative Study" (1985).

## Mensenrechten in Zimbabwe
Ranger heeft ook onderzoek gedaan naar de geschiedenis van de mensenrechten in Zimbabwe, met name de onderdrukking van de zwarte bevolking door de blanke minderheid onder de koloniale regering en later onder de regering van Ian Smith. In zijn boek "The African Voice in Southern Rhodesia 1898-1930" (1970) beschrijft hij hoe de zwarte bevolking zich verzette tegen de onderdrukking en voor hun rechten opkwam.
Ranger's werk is van groot belang voor de geografie, omdat het inzicht geeft in hoe de geografie van een gebied de ontwikkeling van de cultuur en de politiek van een land beïnvloedt. Zijn onderzoek naar de geschiedenis van de kolonisatie in Zimbabwe en de ontwikkeling van de cultuur in deze regio heeft bijgedragen aan een beter begrip van hoe de geografie en de politiek van een land samenhangen.
- Bibliothèque nationale de France: cb12186692v (data)
- Catàleg d'autoritats de noms i títols de Catalunya: 981058522423406706
- CiNii: DA01170447
- Gemeinsame Normdatei: 132024853
- International Standard Name Identifier: 0000 0001 0864 671X
- Library of Congress Control Number: n50053925
- Nationale Bibliotheek van Letland: 000217526
- Bibliotheek van het Japanse parlement: 00473502
- Nationale Bibliotheek van Tsjechië: jo2013789293
- Nationale Bibliotheek van Israël: 987007277667805171
- Nederlandse Thesaurus van Auteursnamen: 069420076
- LIBRIS: 86076
- SNAC: w66n91m4
- Système universitaire de documentation: 030456258
- Virtual International Authority File: 4975229
- WorldCat: E39PBJf4djw8GghGwrGm3KMByd